# 约翰·斯科普斯
约翰·托马斯·斯科普斯（英語：John Thomas Scopes，1900年8月3日—1970年10月21日）是田纳西州代顿市的公立学校教师。他在1925年五月5日因为在课堂上教导进化论而被指控违反田纳西州的巴特勒法案。他在著名的“猴子审判”中受审并被定罪，被判罚款100美元（相当于2023年的$1,737）。

## 早期生活
1900年7月21日，约翰·斯科普斯诞生于肯塔基州的帕迪尤卡，父母为托马斯·斯科普斯（Thomas Scopes）和玛丽·阿尔瓦·布朗（Mary Alva Brown）。约翰是他们的第五个孩子，也是唯一的儿子。当他还是青少年的生活，他们一家搬到伊利诺伊州的丹维尔。约翰就读于当地的塞勒姆高中，于1919年毕业。
斯科普斯短暂地在伊利诺伊大学读书，但因为健康问题而退学。他随后于1924年在肯塔基大学主修法律，辅修地质学，并成功取得学位。
斯科普斯随后搬到代顿，在里厄县高中担任美式足球教练，同时偶尔在其他学校人员休假时担任代课老师。

## 审讯
斯科普斯波及猴子审判一事的渊源来自于美国公民自由联盟。当时ACLU宣布，他们需要一场官司来测试巴特勒法案是否违反美国宪法。只要有一位田纳西的教师愿意以身作则，联盟愿意提供官司所需要的费用。
由工程师兼地质学家的乔治·拉普利为领袖，田纳西州代顿的一群商人认为这是给他们小镇做宣传的大好时机，于是他们找上了斯科普斯。拉普勒耶指出，虽然巴特勒法案禁止公立学校教师教导进化论，但是田纳西州给教师使用的教科书的确包含一章关于进化论的教材。拉普勒耶认为，这样做明显是强迫教师违法。当拉普勒耶一伙请求斯科普斯来接受美国公民自由联盟的赞助的时候，斯科普斯拒绝了。但经过一场讨论过后，斯科普斯被众人说服，并表示：“只要你能证明我教过进化论，并且确保我可以作为一个被告的话，那我愿意受审。”
官司于1925年7月21日以被告有罪判决而收尾，而斯科普斯被罚款100美元（按2019年的货币价值算大概是1460美元）。本官司被上诉到田纳西州最高法院。而由大法官格拉夫顿·格林为首，巴特勒法案以3比1的裁决定为符合宪法。但最高法院同时去掉了斯科普斯的定罪，因为在先前的法庭中，给予罚款刑罚的是法官而不是陪审团。巴特勒法案持续生效直到在1967年5月18日被田纳西州立法院撤销。
虽然他的名字已经跟猴子审判案紧紧的联系在了一起，但斯科普斯在此案中最终是无罪的。最初的判决下达之后，斯科普斯向记者承认：“我并没有犯法。” 并解释他已经跳过了进化论的课程，并且他的律师们也跟自己的学生们进行过交谈。代顿的商人们一开始就假设他已经违反了法律。不过，当时采访斯科普斯的记者直到1927年斯科普斯上诉结束过后才公布此事。
1955年，整个事件被改编成了一个叫做《风的传人》（Inherit the Wind）的话剧，由保罗·穆尼主演克拉伦斯·达罗。之后在1960年，一部改编此话剧的同名电影在柏林电影节首映，随后在代顿上映。

## 诉讼后的生活
斯科普斯审讯的结果对斯科普斯的职业和个人层面上都造成了巨大的影响。判决下达的几年之内，他的公众形象在动画，卡通以及其他媒体上被大势耻笑。斯科普斯则是尽量保持低调的做派，将精力集中在自己的事业上。
1925年9月，他进入芝加哥大学研究生院，打算完成他在地质学的研究。弗兰克·索恩指出这段时间媒体对他个人生活的骚扰，并解释道：“你们可能会想知道，这个秋天反进化论案中的约翰·斯科普斯先生会在芝加哥继续自己在地质学上的研究……请尽你们所能地保护他，不要被那些芝加哥的烦人媒体围住……他只是个谦逊小伙，而最近的事情让他出了不少不情愿的风头。”一年后，田纳西最高法院的判决结果再次把众媒体的目光集中在斯科普斯身上。在这段时间里，他在写给索恩的信中表示：“我已经厌倦跟他们闹了。”  明显这种程度的媒体关注已经影响了他平日里的心态。
更糟糕的是，大萧条影响了他的事业。 毕业后，他在田纳西州的求职被“拒之门外",迫使他和妻子在1930年左右搬回了儿时在肯塔基州的家。
1932年，斯科普斯作为社会党候选人参加了肯塔基州唯一的国会众议员竞选，但以失败告终。 最终，斯科普斯在联合生产公司（后称联合天然气公司）担任石油专家。在那里，他先是在得克萨斯州的比维尔工作，然后在公司的休斯顿办事处工作到1940年，后来又在路易斯安那州的什里夫波特工作，直到去世。1968年，联合天然气公司并入宾州石油公司。
斯科普斯出席了1960年《风声鹤唳》的首映式，他还参加了约翰-T-斯科普斯日的庆祝活动。
1960年10月10日，电视游戏节目《实话实说》（To Tell The Truth）的一集介绍了斯科普斯和他的审判故事。
1967年6月，斯科普斯撰写了《风暴中心》一书： 同年，《巴特勒法案》被废除。

## 个人生活和去世
斯科普斯与米尔德里德-伊丽莎白-斯科普斯（原姓：沃克）（1905-1990年）结婚。他们共育有两个儿子：小约翰-托马斯（John Thomas Jr.）和威廉-克莱门特-"比尔"（William Clement “Bill”）。
1970年10月21日，他因癌症在路易斯安那州什里夫波特去世，享年70岁。

### 腳注
1. 1 2  . New York Times (New York Times: The New York Times Company). 1970-10-23  [2014-12-05]. （原始内容存档于2021-04-17） （美国英语）.
2. ↑  Manuscripts & Folklife Archives 2013，第2頁.
3. ↑  Leonard & Crainshaw 1997，第710頁.
4. ↑  Wilson 2012，第43頁.
5. ↑  Scopes & Presley 1967，第60頁.
6. ↑  See Tenn. Const. art. VI, s. 14; see also, Scopes v. State, 154 Tenn. 105, 289 S.W. 363 (1926)
7. ↑  De Camp 1968，第435頁.
8. ↑  Frank Thorne to Donald Glassman, September 14, 1925, Science Service Record (RU7091), Box 83, Folder I.
9. ↑  J.T. Scopes to Frank Thorne, [no date on letter other than "Sunday" but it was received in the Science Service office on February 8, 1927], Science Service Records (RU7091), Box 90, Folder 5.  Scopes was referring to the local chapter house of the Gamma Alpha Graduate Scientific Fraternity.  See also John T. Scopes to Kirtley F. Mather, January 24, 1927, Denison University Archives, 12P MI Box 19, K. B. Bork Biography of Kirtley Mather, "Scopes, John T./Scopes Trial."
10. ↑  See, for example, Frank Thorne to Winterton C. Curtis, March 12, 1931, Science Service Records (RU7091), Box 123, Folder 4; and J. Harlen Bretz to Frank Thorne, December 7, 1931, Science Service Records (RU7091), Box 122, Folder 7.
11. ↑  "Scopes of Evolution Frame Seeks Congress Seat," Chicago Daily Tribune, August 13, 1932; "Scopes Names in House Race," Los Angeles Times, August 13, 1932; "'Monkey Trial' Figure Named for Congress," New York Times, August 13, 1932; and "Kentucky Official Majority Is 185,858," Washington Post, November 29, 1932.
12. ↑  Lafollette, Marcel Chotkowskt. . Lawrence, Kansas: University Press of Kansas. 2008: 122.
13. ↑  .   [2020-07-20]. （原始内容存档于2020-07-20）.
14. ↑  Lafollette, Marcel Chotkowski. . Lawrence, Kansas: University of Kansas. 2008: 123.
15. ↑  Archived at Ghostarchive and the Wayback Machine: . YouTube. 7 January 2016.
16. ↑  . New York Times (New York Times). October 23, 1970  [December 5, 2014]. （原始内容存档于2021-04-17）.

### 來源
- . Manuscripts & Folklife Archives. Bowling Green, Kentucky: Western Kentucky University: 2. 2013  [2020-07-20]. （原始内容存档于2017-08-30）.
- Bill J. Leonard; Jill Y. Crainshaw (编). . Santa Barbara, California: Greenwood Publishing Group. 1997: 710  [2020-07-20]. ISBN 978-0313296918. （原始内容存档于2021-04-17）.
- Wilson, John.  14th. Toronto: Dundurn Press. 2012: 43. ISBN 978-1459703452.
- Scopes, John T.; Presley, James.  1st. New York City: Henry Holt and Company. 1967: 60. ISBN 978-0030603402.
- Paxton, Mark. . Santa Barbara, California: Greenwood Publishing Group. 2013: 104. ISBN 978-0313380648.
- De Camp, L. Sprague.  1st. New York City: Doubleday. 1968: 435  [2022-02-08]. ISBN 978-0385046251. （原始内容存档于2021-04-17）.
- Tompkins, Jerry R. . Baton Rouge: Louisiana State University Press. 1965: 15–16  [2020-07-20]. （原始内容存档于2021-04-17）.